# Tommy Thelin
Tommy Jörgen Thelin, född 22 september 1983 i Jönköping, är en svensk fotbollsspelare som spelar för Bankeryds SK. Han spelade större delen av sin elitkarriär för Jönköping Södra IF, men spelade även för Åtvidabergs FF. Tommy Thelin är bror till Jimmy Thelin, fotbollstränare för Aberdeen, Jimmy var även tränare i Jönköping Södra under den perioden Tommy spelade där. 
Han är var mellan november och december 2023, assisterande tränare för Jönköpings Södra.
Sedan 29 december 2023 arbetar Tommy i Jsödras sportgrupp som ansvarar för J-Södras herrverksamhet.

## Karriär
Tommy Thelin gjorde under sin karriär över 400 matcher i de två högsta serierna, vilket är något enbart 19 andra spelare lyckats med. Tommy blev även efter avslutad karriär inbjuden till Allsvenskans stora pris. Det gäller elitmatcher som Tommy Thelin spelat i såväl Jönköpings Södra IF som Åtvidabergs FF och han kommer ingå i en exklusiv skara av endast 20 spelare som genom tiderna uppnått 400 matcher i de två högsta ligorna.
Efter säsongen 2019 avslutade Thelin sin elitkarriär. Säsongen 2021 gjorde han comeback och gjorde två mål på fem matcher för Bankeryds SK i Division 4. Säsongen 2022 gjorde Thelin 22 mål på 16 matcher i Division 5 och hjälpte klubben tillbaka upp i Division 4.

### Tränarkarriär
Den 8 november 2023 blev han, tillsammans med Fredric Fendrich, assisterande tränare för Jönköpings Södra.
Han fortsatte nästa år med att arbeta inom Jsödras ledning för herrverksamheten.